# Сферическая теорема Пифагора

Прямоугольный сферический треугольник с гипотенузой c, катетами a и b и прямым углом C.

Сферическая теорема Пифагора — теорема, устанавливающая соотношение между сторонами прямоугольного сферического треугольника. 

## Формулировка и доказательство
Сферическая теорема Пифагора формулируется следующим образом:
Косинус гипотенузы прямоугольного сферического треугольника равен произведению косинусов его катетов.

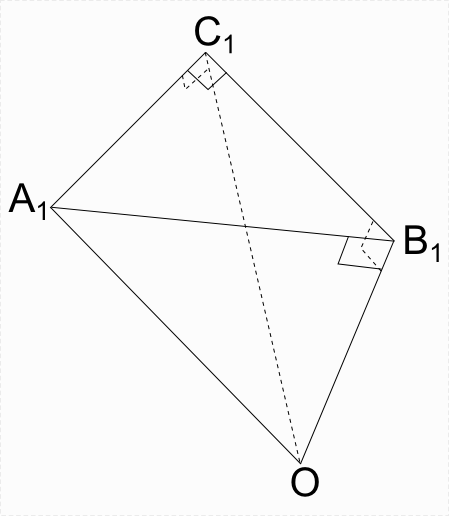
Рисунок к доказательству сферической теоремы Пифагора.

Доказательство проведём с помощью трёхгранного угла OA1B1C1 со сторонами (лучами) OA1, OB1, OC1 и вершиной в точке O, плоские углы A1OC1 и C1OB1 которого равны катетам b и a данного треугольника, плоский угол A1OB1 равен его гипотенузе c, двугранный угол между гранями A1OC1 и C1OB1 равен 90 градусов, а остальные два двугранных угла равны соответствующим углам сферического прямоугольного треугольника. Этот трёхгранный угол пересечен плоскостью A1B1C1, перпендикулярной лучу OB1. Тогда углы A1C1O и A1C1B1 будут прямыми.
Заметим, что 
{\displaystyle {\frac {OB_{1}}{OA_{1}}}=\cos \angle A_{1}OB_{1}=\cos c,}
{\displaystyle {\frac {OC_{1}}{OA_{1}}}=\cos \angle A_{1}OC_{1}=\cos b,}
{\displaystyle {\frac {OB_{1}}{OC_{1}}}=\cos \angle C_{1}OB_{1}=\cos a.}
Отсюда
{\displaystyle \cos c={\frac {OB_{1}}{OA_{1}}}={\frac {OB_{1}}{OC_{1}}}\cdot {\frac {OC_{1}}{OA_{1}}}=\cos a\cos b.}
Что и требовалось доказать.
Если считать, что сферическая теорема косинусов уже доказана, формулу для сферической теоремы Пифагора можно сразу получить из неё, записав сферическую теорему косинусов для гипотенузы данного прямоугольного сферического треугольника и просто подставив в получившееся выражение угол 90 градусов, косинус которого равен нулю.

## Следствия и применение
При радиусе сферы, стремящемся к бесконечности, сферическая теорема Пифагора переходит в теорему Пифагора планиметрии. Поэтому, поскольку радиус Земли велик, при небольших расстояниях прямоугольные треугольники на поверхности Земли (например, используемые для измерения расстояний и углов на местности) практически подчиняются теореме Пифагора планиметрии, тогда как для больших расстояний, сравнимых с радиусом Земли, уже необходимо применять сферическую теорему Пифагора. 
С применением сферической теоремы Пифагора можно получить формулы для разности долгот и расстояния между точками земной поверхности, а, следовательно, и соответствующие формулы для расстояний и координат точек на небесной сфере. 
Из сферической теоремы Пифагора следует, что в прямоугольном сферическом треугольнике количество сторон, меньших 90 градусов, нечётно, а больших — чётно. Поэтому если оба катета прямоугольного сферического треугольника больше 90 градусов, то его гипотенуза меньше 90 градусов, то есть в этом случае гипотенуза короче каждого из двух катетов — положение, невозможное для прямоугольного треугольника на плоскости.

## История
Сферическая теорема Пифагора была известна ещё Ал-Бируни, который вместе с тем не знал сферической теоремы косинусов, поэтому применил сферическую теорему Пифагора и теорему синусов для решения как минимум двух задач: определения разности долгот двух пунктов на поверхности Земли по их широтам и расстоянию между ними и определения расстояния между двумя пунктами на поверхности Земли по их широтам и долготам:81.